# Улица Шмидта (Мелитополь)
Улица Шмидта (укр. Вулиця Шмідта) — улица в Мелитополе. Начинается от проспекта Богдана Хмельницкого, пересекает переулок Шмидта, улицы Ивана Алексеева, Петра Дорошенко, Воинов-Интернационалистов, Фучика, 8 Марта и оканчивается неподалёку от Песчанского ручья.
Первоначально улица называлась Ново-Николаевской, но 17 июня 1929 года была переименована в честь российского революционера Петра Петровича Шмидта.
В 1937—1941 годах вдоль современной улицы Шмидта в районе парка проходила Детская железная дорога им. Л. Кагановича. При этом на том отрезке самой улицы ещё не было, а была территория садстанции.
По улице Шмидта проходят автобусные маршруты № 2, 6А, 7, 21, 23. К улице выходят Мелитопольский парк культуры и отдыха им. М. Горького и стадион «Спартак» им. О. Олексенко, отделённые от улицы рядом домов.